# Jaap Bakema
Jacob Berend (Jaap) Bakema (8 de marzo de 1914 – 20 de febrero de 1981) fue un arquitecto moderno holandés, famoso por la construcción de viviendas sociales y su involucración en la reconstrucción de Róterdam después de la Segunda Guerra Mundial. 

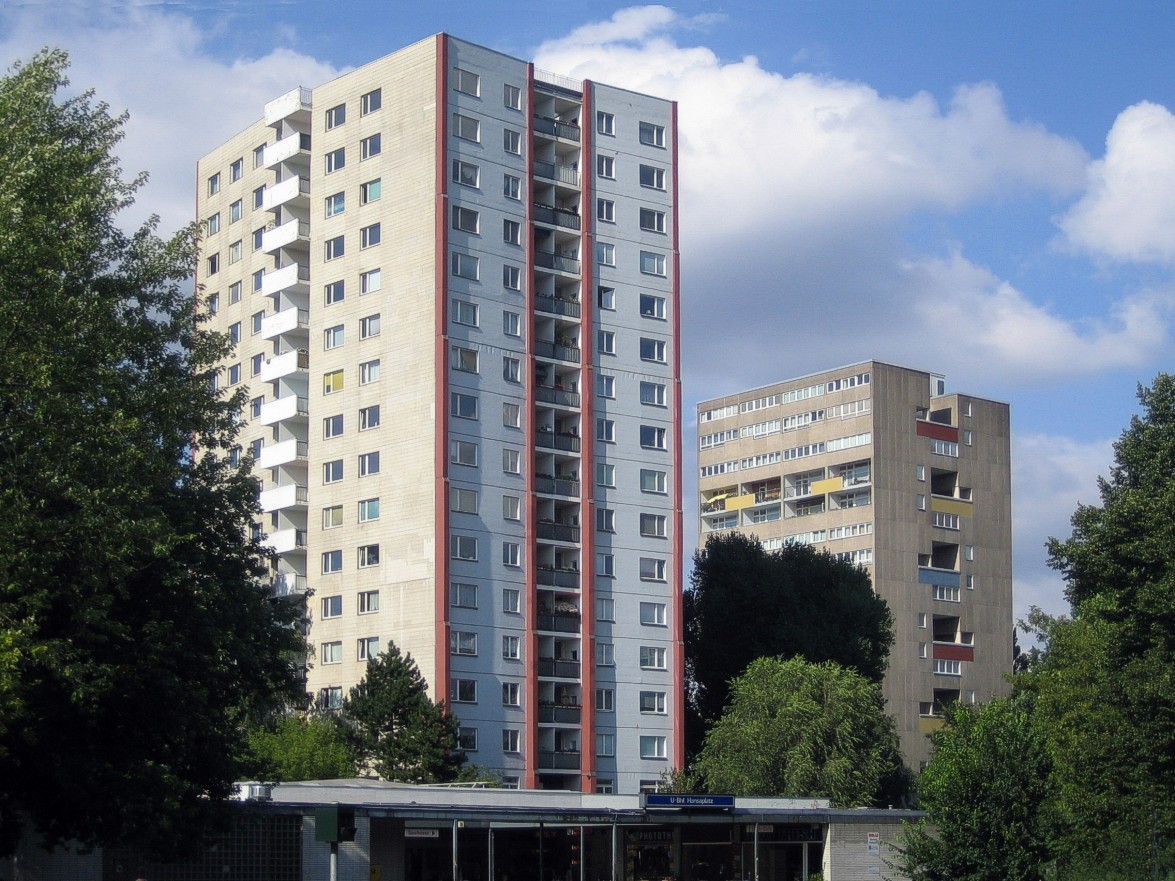
Edificios plurifamiliares en Hansaviertel, Berlín; Van den Broek & Bakema.

Nacido en Groninga, Bakema estudió en la Groningen Higher Technical College (1931-1936) y en la Academy of Architecture de Ámsterdam. En 1946 asistió por primera vez a una reunión del Congreso Internacional de Arquitectura Moderna  (CIAM), convirtiéndose en su secretario en 1955. También fue uno de los impulsores del grupo Team 10, junto a Aldo van Eyck o Alison y Peter Smithson.
Desde 1948 en adelante, Bakema trabajó junto a Jo van den Broek en su propio despacho, Van den Broek & Bakema. Colaboraron en el diseño de los nuevos espacios públicos y edificios de vivienda obrera de la nueva Róterdam, así como de Holanda en general. En 1957, participaron en el concurso del Interbau de Berlín. 
Trabajó como profesor a partir de 1964 en la Delft University of Technology, y en 1965 también en la Staatliche Hochschule de Hamburgo.